# مكسيم أكيموف
مكسيم أكيموف (بالروسية: Максим Алексеевич Акимов؛ من مواليد 1 مارس 1970) سياسي روسي، الرئيس التنفيذي للبريد الروسي منذ عام 2020. شغل سابقًا منصب نائب رئيس وزراء روسيا من 2018 إلى 2020.

## النشأة
ولد أكيموف في مدينة مالوياروسلافيتس، في كالوغا أوبلاست.
في عام 1993 تخرج من جامعة ولاية كالوغا.
من 1994 إلى 1996 ، كان الرئيس التنفيذي لشركة فاينارت أوديت، ثم ترأس لجنة سوق الأوراق المالية في كالوغا أوبلاست. من 1998 إلى 2001 شغل منصب نائب مدير إدارة الاقتصاد والصناعة في كالوغا أوبلاست.
في عام 2004 شغل منصب وزير التنمية الاقتصادية في كالوغا أوبلاست. في مايو 2004 ذهب للعمل في حكومة بلدية كالوغا كنائب أول لرئيس البلدية. أصبح فيما بعد القائم بأعمال رئيس البلدية. في 14 نوفمبر 2004 تم انتخابه رئيسًا لبلدية كالوغا بنسبة 34.63٪ من الأصوات.
في يوليو 2007 تم تعيينه نائبًا لمحافظ كالوغا أوبلاست أناتولي أرتامونوف.
في 22 مايو 2012 تم تعيينه نائب رئيس أركان حكومة روسيا. بعد عام تولى منصب النائب الأول لرئيس الأركان.
في 7 مايو 2018 تم ترشيحه لمنصب نائب رئيس الوزراء للنقل والاتصالات والاقتصاد الرقمي. في 15 يناير 2020 استقال من عضوية مجلس الوزراء، بعد أن ألقى الرئيس فلاديمير بوتين الخطاب الرئاسي أمام الجمعية الفيدرالية، حيث اقترح عدة تعديلات على الدستور.
في 4 فبراير 2020 عين مجلس إدارة البريد الروسي أكيموف الرئيس التنفيذي للمنظمة لمدة 5 سنوات.